# Mnesiclesina saussurei
Mnesiclesina saussurei är en insektsart som först beskrevs av Bolívar, C. 1914.  Mnesiclesina saussurei ingår i släktet Mnesiclesina och familjen Chorotypidae. Inga underarter finns listade i Catalogue of Life.